# مايك ويت
مايك ويت (بالإنجليزية: Mike Witt)‏ هو لاعب كرة قاعدة أمريكي، ولد في 20 يوليو 1960 في فوليرتون في الولايات المتحدة.

## وصلات خارجية
- مايك ويت على موقعبيزبول رفرنس.كوم (الدوري الرئيسي) (الإنجليزية)
- مايك ويت على موقعبيزبول رفرنس.كوم (الدوري الثانوي) (الإنجليزية)
- مايك ويت على موقع مشجعي الرسوم البيانية (الإنجليزية)